# Vilhelm Bjerknes

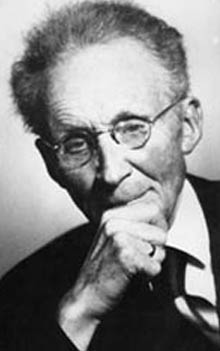
Vilhelm Bjerknes

Vilhelm F.K. Bjerknes (ur. 14 marca 1862 w Christianii, zm. 9 kwietnia 1951 w Oslo) – norweski meteorolog i fizyk.

## Życiorys
W 1904 zaproponował technikę numerycznego prognozowania pogody. Wraz ze swoim synem założył sieć stacji meteorologicznych w Norwegii. W roku 1917 otrzymał propozycję pracy w Bergen i założył Bergen Geophysical Institute. W instytucie tym Vilhelm Bjerknes, jego syn Jacob Bjerknes, Halvor Solberg oraz Tor Bergeron opracowali teorię frontów polarnych. Model ten stanowi podstawy nowoczesnych prognoz pogody w średnich szerokościach geograficznych i przyczynił się do opisu niżów barycznych.